# Gerlach Adolph von Münchhausen

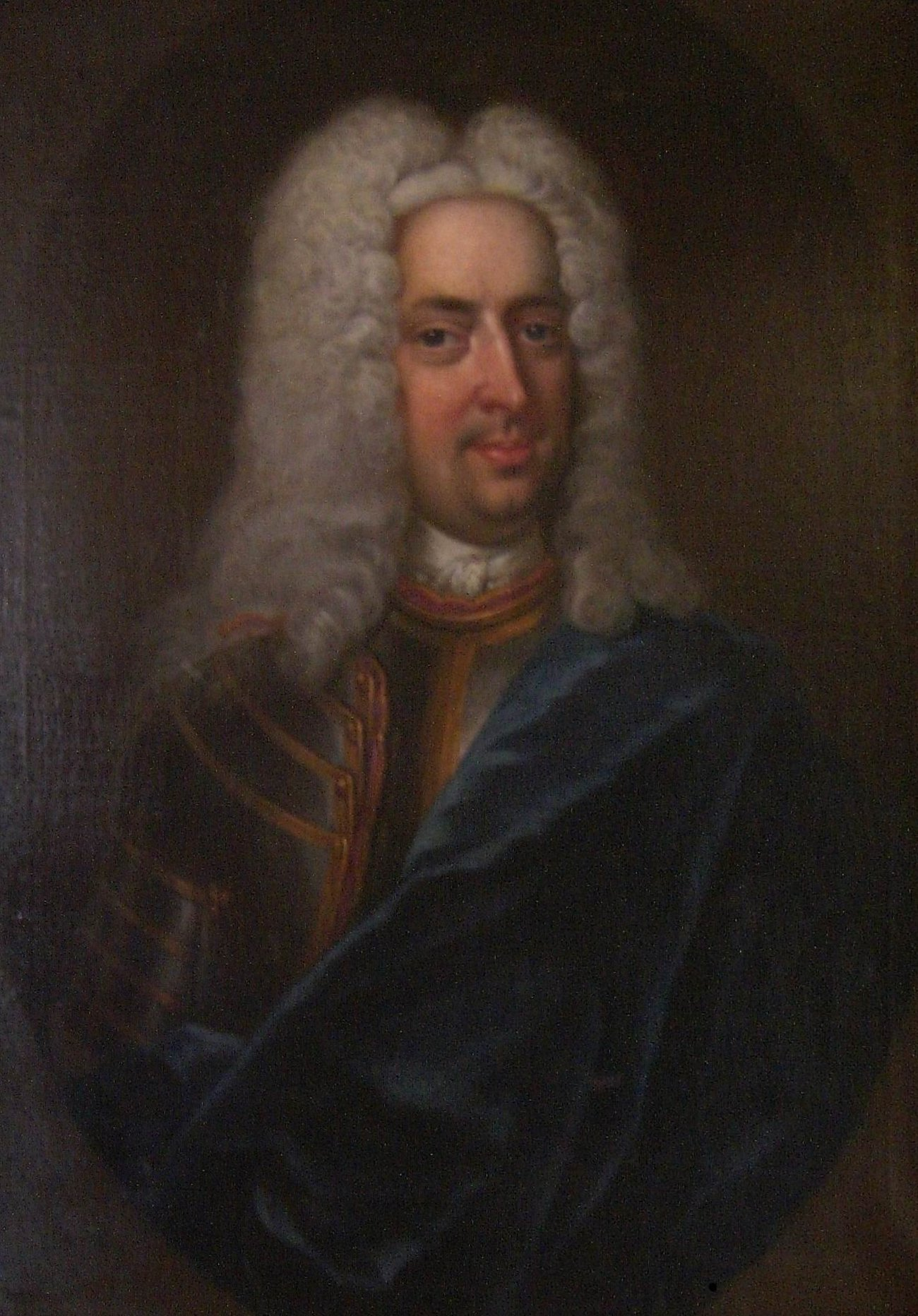
Gerlach Adolph Freiherr von Münchhausen

Gerlach Adolph Freiherr von Münchhausen (* 5. Oktober 1688 in Berlin; † 26. November 1770 in Hannover) entstammte dem niedersächsischen Adelsgeschlecht Münchhausen und war unter Kurfürst Georg II. Minister (Mitglied des Ratskollegiums) des Kurfürstentums Hannover. In diesem Amt war er 1734 Begründer, erster Kurator und Förderer der Georg-August-Universität Göttingen. Ab 1753 war er als Kammerpräsident für das Ressort Finanzen zuständig. Unter Georg III. wurde er 1765 Premierminister.

## Familiäre Herkunft

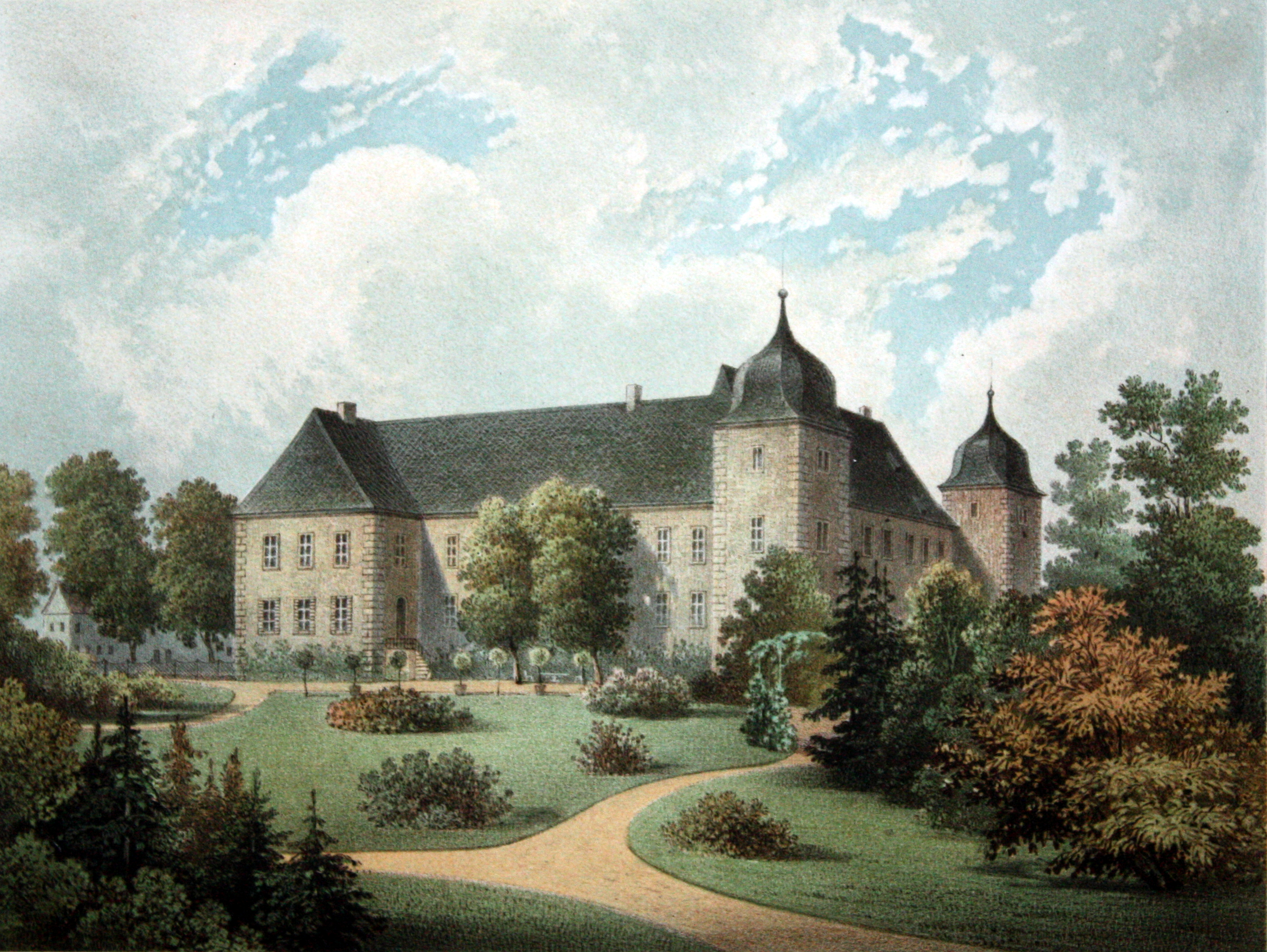
Schloss Straußfurt (1735 erbaut) um 1860

Gerlach Adolph wurde 1688 in Berlin geboren als Sohn des Gerlach Heino von Münchhausen (1652–1710), Kammerherr des Großen Kurfürsten, später Oberstallmeister Friedrichs I. Der Vater besaß das Schloss Wendlinghausen in der Grafschaft Lippe, das dessen Großvater Hilmar der Jüngere von Münchhausen um 1615 erbaut hatte. Die Mutter war Katharina Sophie von Selmnitz aus dem Hause Steinburg, Erbin des Gutes in Straußfurt (Thüringen). Das Gut Steinburg hatte der Vater 1686 seinem Schwager Selmnitz abgekauft. Die Mutter Katharina Sophie gründete 1725 eine – bis 1945 bestehende – Waisenhausstiftung in Straußfurt. Gerlach Adolph war ein Onkel (Cousin 2. Grades des Vaters) des als „Lügenbaron“ berühmten Karl Friedrich Hieronymus Freiherr von Münchhausen.
Er war das vierte von elf Geschwistern. Sein älterer Bruder Ernst Friedemann (1686–1776) wurde sachsen-weimarischer Hofmarschall, verkaufte 1730 Wendlinghausen und erwarb Herrengosserstedt bei Weimar; dessen Sohn Ernst Friedemann wurde später preußischer Minister bei Friedrich II. Gerlach Adolphs jüngerer Bruder Philipp Adolph (1694–1762) erbte 1710 Steinburg und wurde 1740, ebenfalls in britisch-hannoverschen Diensten, Minister Georgs II. und Chef von dessen Deutscher Kanzlei in London; 1753 erwarb dieser das Gut Tauhardt und 1765 das Gut Bettensen bei Hannover. Gerlach Adolph selbst erbte 1710 Straußfurt; 1735 baute er (bzw. seine Frau) die dortige Burg unter Beibehaltung der Außenmauern zu einem Barockschloss mit großem Park um. 1760 erbte er – zusammen mit seinen Brüdern – das „Althaus“ in Leitzkau sowie Hobeck. 1715 hatte er Wilhelmine Sophie von Wangenheim (* 1701) aus Tüngeda geheiratet; ihre beiden Söhne starben bereits im Kleinkindalter. Nach dem Tod seiner Frau 1750 heiratete er 1755 Christiane Lucie von der Schulenburg (1718–1787), eine Tochter seiner Schwester; die Ehe blieb kinderlos. Straußfurt und Althaus Leitzkau fielen an seinen Neffen, Philipp Adolphs dritten Sohn Georg (1754–1800).

## Werdegang
Er studierte ab 1707 in Jena, u. a. bei Struve, 1710 in Halle, u. a. bei Thomasius und Ludewig, sowie 1711 in Utrecht. Seine Jenaer Dissertation im Öffentlichen Recht trug den Titel De Vicariatu Italico. Gundling und Boehmer förderten seine Beschäftigung mit dem Staatsrecht. 1714 wurde er Appellationsrat in Dresden und 1716 Oberappellationsrat in Celle. Durch einen Prozess kam er in Kontakt mit David Georg Strube, der lebenslang sein Freund, enger Vertrauter und Mitarbeiter blieb. Von 1726 bis 1728 war er kurhannoverscher Gesandter beim Immerwährenden Reichstag in Regensburg und wurde anschließend – nach dem Regierungsantritt Georgs II. – Wirklicher Geheimer Rat im Ratskollegium (Landesregierung) in Hannover, zudem ab 1732 Großvogt von Celle. 1735 richtete er das Landgestüt Celle ein.
Zu den Kaiserwahlen und Krönungen Karls VII. (1742) und Franz I. (1745) entsandte ihn die Regierung als ersten Wahlbotschafter; bei der Wahl des Kaisers Franz nahm er – beraten von Johann Jacob Moser – entscheidenden Einfluss auf die Vorverhandlungen und den Wahlgang. Sein Standpunkt war reichspatriotisch, er erwartete von der österreichischen Politik weniger Gefährdung des Reiches als von Preußen. Ab 1753 war er als Kammerpräsident für das Ressort Finanzen zuständig. 1757 versuchte er vergebens, Hannover vor einem Kriegseintritt in den Siebenjährigen Krieg an der Seite Friedrichs II. gegen Frankreich und Österreich zu bewahren, den Georg II. – in der Hoffnung auf Annexion der Hochstifte Hildesheim, Osnabrück oder Paderborn – jedoch vornahm. Während der französischen Besetzung, die auf die Schlacht bei Hastenbeck folgte, war er als einziger Minister nicht aus Hannover geflohen und suchte durch Verhandlungen die finanzielle Ausbeutung zu lindern. 1765 wurde Münchhausen unter Georg III. königlich großbritannischer und kurfürstlich hannoverscher Premierminister von Kurhannover.

## Gründung der Universität Göttingen

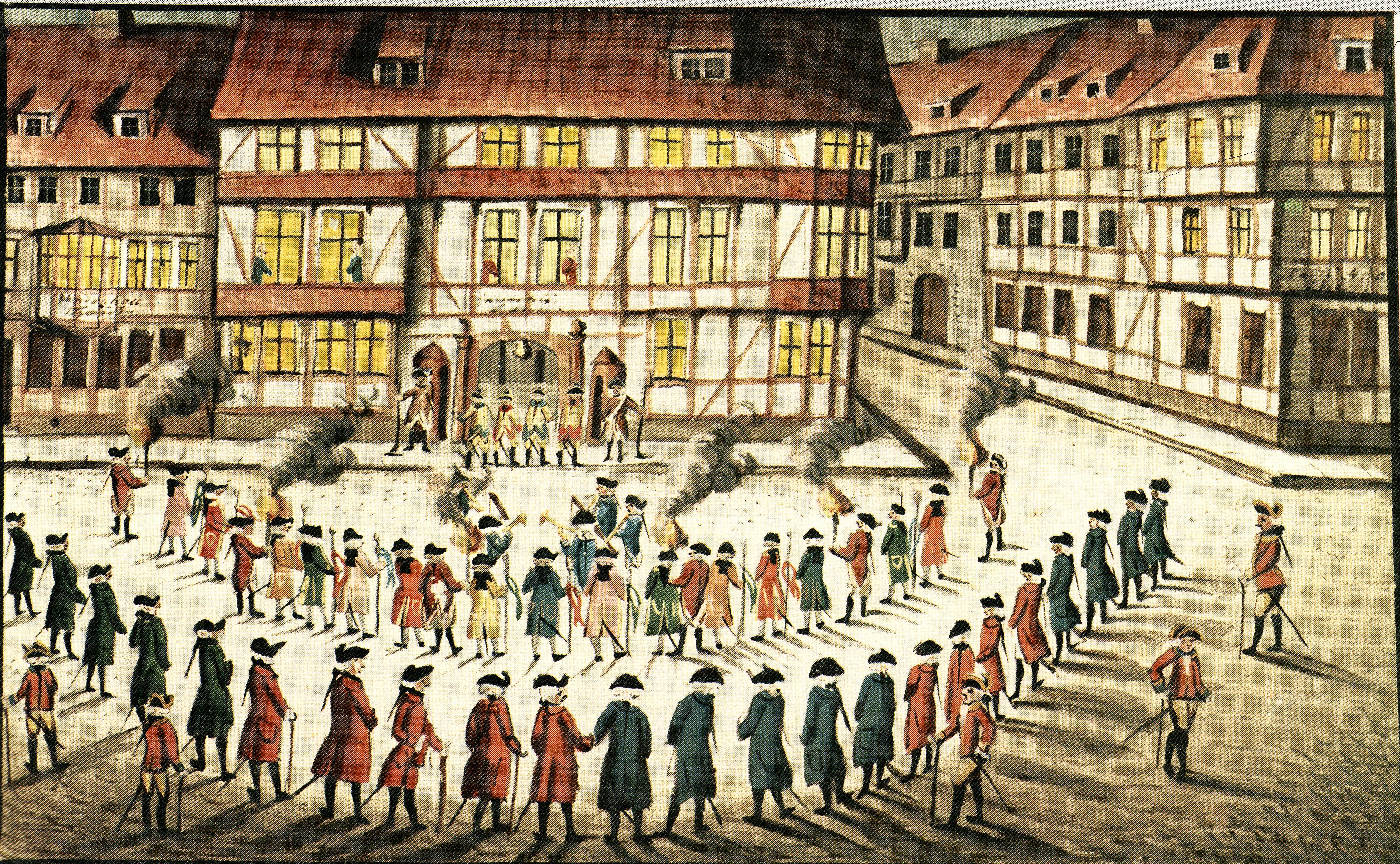
Aufzug Göttinger Studenten für Münchhausen aus Anlass der Inauguration vor dem Kommandantenhaus

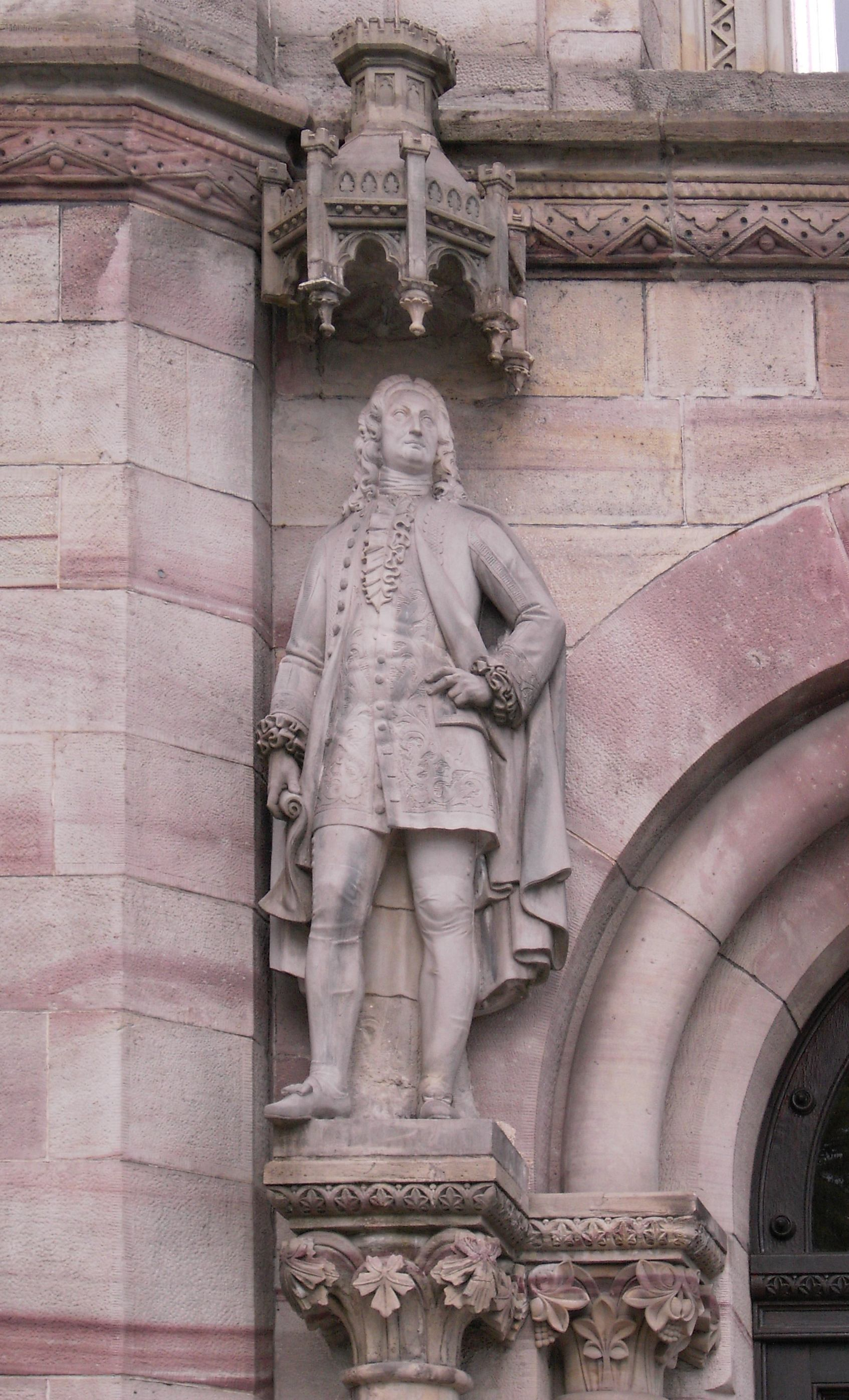
Statue Münchhausens an der Universität Göttingen

Ab 1731 wirkte Münchhausen auf die Gründung einer Landesuniversität hin und bewog den König und die sechs Landstände zur Finanzierung; 1734 wurde die Georg-August-Universität Göttingen gegründet, deren Kurator er fast 40 Jahre lang bis 1770 blieb. Er bemühte sich fortlaufend um Finanzierung, Ausstattung und die Berufung von Professoren mit Reputation, so etwa den Philologen Gesner, den Mediziner Haller oder den Theologen Mosheim. Die Friedrichs-Universität in Halle galt Münchhausen als Vorbild, wobei er aber die dortige pietistische Ausrichtung zu vermeiden suchte und – auch entgegen den Wünschen der den Pietismus bekämpfenden lutherischen Orthodoxie – Professoren mit verträglichen und moderaten Ansichten berief. Er sorgte auch für die Stiftung von Freitischen, also Stipendien für arme Studenten. Die Zensur schaffte er nicht ganz ab, handhabte sie aber zurückhaltend.
Die Allgemeine Deutsche Biographie charakterisiert seine Fürsorglichkeit so: „Er macht gelehrte Mittheilungen, schickt interessante Acten, Statute, verschafft seltene Bücher, regt zu Vorlesungen an, die im Lehrplane fehlen, kurz ist von einer nicht blos unermüdlichen, sondern auch einer umsichtigen, nach allen Richtungen hin sorgsamen Thätigkeit. Alles sucht er für seine Georgia Augusta nutzbar zu machen, und es ist kein übler Witz, wenn (Anm.: nach Münchhausens Tode) Lichtenberg bei einem Gewitter bedauerte, daß dabei so wenig zu beobachten, die Blitze so unsystematisch gewesen seien, wenn der selige M. noch gelebt hätte, wären sie sicherlich lehrreicher ausgefallen …“
Münchhausen und seine zweite Frau wurden in der Neustädter Hofkirche in Hannover bestattet, gleich neben seiner Dienstwohnung, dem Osnabrücker Hof. Zum zweijährigen Todesgedenken an Gerlach Adolph wurde zu einer Erinnerungs-Trauerfeier, die am 26. November 1772 stattfand, eine zur tatsächlichen Trauerfeier am 28. Dezember 1770 von Johann Friedrich Schweinitz komponierte Kantate von Johann Nikolaus Forkel neu vertont und aufgeführt.